# Patró primari
En química analítica, quan es vol conèixer la concentració d'una substància o d'una dissolució determinada, s'utilitza un patró primari com a agent valorant. Es tracta d'un compost químic molt pur, del que se'n coneix perfectament la seva concentració.
És habitual realitzar la valoració per retrocés.
S'empra molta cura en la preparació de dissolucions patró, ja que en depèn l'exactitud del mètode.
Hi ha dos mètodes per a conèixer la concentració:
- Una quantitat coneguda de patró primari es valora amb el reactiu i es calcula la concentració mitjançant mesures de massa i volum.
- Es dissol una quantitat de patró primari en el dissolvent adequat també de concentració coneguda. Posteriorment es dilueix en un volum concret.

Quan es tracta d'una valoració d'una dissolució patró mitjançant un patró primari, es parla de normalització.
Propietats que ha de complir un patró primari:
1. Alta puresa. Que contingui el mínim nombre d'impureses possible. Per assegurar aquesta puresa cal disposar de mètodes per a la seva anàlisi.
2. Estable. La substancia no es pot veure afectada per constituents de l'atmosfera. Cal que es mantingui constant durant mesos o inclús anys i, per tant, no ha de reaccionar fàcilment.
3. No higroscòpic. Es poden produir errors si la substància és higroscòpica. L'absorció d'humitat ambiental dificulta el sacat i conseqüentment la pesada.
4. Ha de ser un compost del que se'n pugui disposar fàcilment i d'un valor econòmic no gaire alt.
5. És important que el pes de la substancia sigui raonablement elevat, ja que un pes més elevat disminueix els errors relatius.

Hi ha poques substancies que compleixin o inclús s'aproximin a aquests requeriments, i per això és limitat el nombre de patrons primaris dels que se'n pot disposar. Alguns exemples són el carbonat de sodi, utilitzat per a estandarditzar dissolucions acides, el ftalat àcid potàssic, per a dissolucions bàsiques. Entre d'altres com el Ferro i triòxid d'arsènic, el dicromat de potassi, iodat de potassi i bromat de potassi.